# Коллман, Брент
Брент Ко́ллман (англ. Brent Kallman; 4 октября 1990, Омаха, Небраска, США) — американский футболист, центральный защитник клуба «Нэшвилл».

## Биография

### Ранние годы
Коллман родился в Омахе, штат Небраска. Когда ему было четыре года, его семья переехала в Вудбери, штат Миннесота. Брент — пятый из шести детей в семье. Пятеро из братьев и сестёр играли в футбол на университетском уровне, и кроме Брента ещё двое из них также стали профессиональными футболистами: его старший брат Брайан и его младшая сестра Касси.

### Молодёжная карьера
Во время обучения в Крейтонском университете в 2009—2012 годах Коллман играл за университетскую футбольную команду в Национальной ассоциации студенческого спорта.
В 2012 году также выступал за клуб «Де-Мойн Менис» в USL PDL.

### Клубная карьера
В мае 2013 года Коллман подписал контракт с клубом Североамериканской футбольной лиги «Миннесота Юнайтед». Его профессиональный дебют состоялся 21 мая 2013 года в матче Открытого кубка США против «Де-Мойн Менис». В NASL он дебютировал 25 мая 2013 года в матче против «Тампа-Бэй Раудис». 17 октября 2015 года в матче против «Инди Илевен» забил свой первый гол в профессиональной карьере.
После преобразования «Миннесоты Юнайтед» во франшизу MLS Коллман был подписан вновь образованным клубом 23 января 2017 года. В высшей лиге дебютировал 18 марта 2017 года в матче против «Колорадо Рэпидз». 25 марта 2017 года в матче против «Нью-Инглэнд Революшн» забил свой первый гол в MLS. 20 ноября 2018 года Коллман подписал с «Миннесотой Юнайтед» новый контракт до конца сезона 2020.
19 сентября 2019 года MLS отстранила Коллмана на 10 матчей и оштрафовала на 20 % от годовой зарплаты, после того как в его анализах было обнаружено запрещённое вещество, повышающее физические характеристики.
14 августа 2020 года Коллман был отдан в аренду клубу Чемпионшипа ЮСЛ «Эль-Пасо Локомотив» на оставшуюся часть сезона 2020 с правом отзыва в любое время. За «Локомотив» дебютировал 22 августа 2020 года в матче против «Колорадо-Спрингс Суитчбакс». 29 августа 2020 года в матче против «Реал Монаркс» забил свой первый гол за «Локомотив».
2 февраля 2021 года Коллман подписал новый контракт с «Миннесотой Юнайтед». По окончании сезона 2021 «Миннесота Юнайтед» отклонила опцию продления контракта с Коллманом, но 11 января 2022 года клуб подписал с игроком новый двухлетний контракт. По окончании сезона 2023 срок контракта Коллмана с «Миннесотой Юнайтед» истёк.
13 февраля 2024 года Коллман на правах свободного агента подписал однолетний контракт с клубом «Нэшвилл». Дебютировал за «Нэшвилл» 28 февраля 2024 года в матче Кубка чемпионов КОНКАКАФ против доминиканского клуба «Мока».

### Игрок в покер
Коллман играет в покер. В ноябре 2018 года на турнире Мирового тура покера Seminole Rock N’ Roll Poker Open во Флориде занял восьмое место и выиграл $62 тыс.

## Статистика
| Выступление                 | Выступление      | Выступление      | Лига | Лига | Плей-офф | Плей-офф | Кубок | Кубок | Континент | Континент | Итого | Итого |
| Клуб                        | Лига             | Сезон            | Игры | Голы | Игры     | Голы     | Игры  | Голы  | Игры      | Голы      | Игры  | Голы  |
| --------------------------- | ---------------- | ---------------- | ---- | ---- | -------- | -------- | ----- | ----- | --------- | --------- | ----- | ----- |
| Миннесота Юнайтед           | NASL             | 2013             | 1    | 0    | —        | —        | 1     | 0     | —         | —         | 2     | 0     |
| Миннесота Юнайтед           | NASL             | 2014             | 3    | 0    | 0        | 0        | 1     | 0     | —         | —         | 4     | 0     |
| Миннесота Юнайтед           | NASL             | 2015             | 8    | 1    | 0        | 0        | 1     | 0     | —         | —         | 9     | 1     |
| Миннесота Юнайтед           | NASL             | 2016             | 30   | 0    | —        | —        | 1     | 0     | —         | —         | 31    | 0     |
| Миннесота Юнайтед           | Итого            | Итого            | 42   | 1    | 0        | 0        | 4     | 0     | —         | —         | 46    | 1     |
| Миннесота Юнайтед           | MLS              | 2017             | 23   | 2    | —        | —        | 1     | 0     | —         | —         | 24    | 2     |
| Миннесота Юнайтед           | MLS              | 2018             | 24   | 0    | —        | —        | 2     | 0     | —         | —         | 26    | 0     |
| Миннесота Юнайтед           | MLS              | 2019             | 16   | 0    | 0        | 0        | 0     | 0     | —         | —         | 16    | 0     |
| Миннесота Юнайтед           | MLS              | 2020             | 4    | 0    | 0        | 0        | —     | —     | —         | —         | 4     | 0     |
| Миннесота Юнайтед           | MLS              | 2021             | 20   | 2    | 0        | 0        | —     | —     | —         | —         | 20    | 2     |
| Миннесота Юнайтед           | MLS              | 2022             | 20   | 2    | 1        | 0        | 2     | 1     | —         | —         | 23    | 3     |
| Миннесота Юнайтед           | MLS              | 2023             | 7    | 0    | —        | —        | 3     | 0     | 1         | 0         | 11    | 0     |
| Миннесота Юнайтед           | Итого            | Итого            | 114  | 6    | 1        | 0        | 8     | 1     | 1         | 0         | 124   | 7     |
| Эль-Пасо Локомотив (аренда) | USLC             | 2020             | 5    | 1    | —        | —        | —     | —     | —         | —         | 5     | 1     |
| Эль-Пасо Локомотив (аренда) | Итого            | Итого            | 5    | 1    | —        | —        | —     | —     | —         | —         | 5     | 1     |
| Нэшвилл                     | MLS              | 2024             | 1    | 0    | —        | —        | —     | —     | 1         | 0         | 2     | 0     |
| Нэшвилл                     | Итого            | Итого            | 1    | 0    | —        | —        | —     | —     | 1         | 0         | 2     | 0     |
| Всего за карьеру            | Всего за карьеру | Всего за карьеру | 162  | 8    | 1        | 0        | 12    | 1     | 2         | 0         | 177   | 9     |

## Достижения
Командные
 «Миннесота Юнайтед»
- Победитель регулярного чемпионата Североамериканской футбольной лиги: 2014